# ليزلي وونغ
ليزلي وونغ (بالإنجليزية: Leslie E. Wong)‏ هو أكاديمي أمريكي، ولد في 1949.